# Rio Claro
Rio Claro je brazilské město, nacházející se ve spolkovém státě São Paulo.